# Trofeo Ses Salines-Felanitx 2024
La 17.ª edición de la clásica ciclista Trofeo Las Salinas-Alcudia fue una carrera en España que se celebró el 25 de enero de 2024 sobre un recorrido de 181,2 kilómetros en la isla balear de Mallorca. La carrera formó parte del segundo trofeo de la Challenge Ciclista a Mallorca 2024.
La carrera formó parte del UCI Europe Tour 2024, calendario ciclístico de los Circuitos Continentales UCI, dentro de la categoría 1.1. y fue ganada por el francés Paul Magnier del Soudal Quick-Step. Completaron el podio, como segundo y tercer clasificado respectivamente, el italiano Alberto Dainese del Tudor Pro Cycling Team y el estadounidense Luke Lamperti también del Soudal Quick-Step.

## Equipos participantes
Tomaron parte en la carrera 23 equipos: 8 de categoría UCI WorldTeam, 10 de categoría UCI ProTeam y 5 de categoría Continental. Formaron así un pelotón de 157 ciclistas de los que acabaron 156. Los equipos participantes fueron:
| WorldTeams (8)- Arkéa-B&B Hotels - Bora-Hansgrohe - Cofidis - EF Education-EasyPost - Intermarché-Wanty - Movistar Team - Soudal Quick-Step - UAE Team Emirates ProTeams (10)- Burgos-BH - Caja Rural-Seguros RGA - Equipo Kern Pharma - Euskaltel-Euskadi - Lotto Dstny - Team Flanders-Baloise - Polti Kometa - Tudor Pro Cycling Team - Uno-X Mobility - VF Group-Bardiani CSF-Faizané Equipos continentales (5)- Illes Balears Arabay Cycling - Lidl-Trek Future Racing - Project Echelon Racing - Rembe Pro Cycling Team Sauerland - Team Storck-Metropol Cycling |
| |

## Clasificación final
- La clasificación finalizó de la siguiente forma:[3]

| \| Clasificación general \| Clasificación general \| Clasificación general \| Clasificación general \| Clasificación general \| \| Ciclista \| Ciclista \| Equipo \| Tiempo \| \| \| --------------------- \| --------------------- \| ----------------------------- \| --------------------- \| --------------------- \| \| 1.º \| Paul Magnier \| Soudal Quick-Step \| 3 h 55 min 03 s \| \| \| 2.º \| Alberto Dainese \| Tudor Pro Cycling Team \| + 0 s \| \| \| 3.º \| Luke Lamperti \| Soudal Quick-Step \| + 0 s \| \| \| 4.º \| Marijn van den Berg \| EF Education-EasyPost \| + 0 s \| \| \| 5.º \| Luca Colnaghi \| VF Group-Bardiani CSF-Faizanè \| + 0 s \| \| \| 6.º \| Davide Cimolai \| Movistar Team \| + 0 s \| \| \| 7.º \| Tim Torn Teutenberg \| Lidl-Trek Future Racing \| + 0 s \| \| \| 8.º \| Stefano Oldani \| Cofidis \| + 0 s \| \| \| 9.º \| David Martín Romero \| Team Polti Kometa \| + 0 s \| \| \| 10.º \| Alexander Kristoff \| Uno-X Mobility \| + 0 s \| \| |                     |                               |                 |
| |                     |                               |                 |
| Fuente: ProCyclingStats |                     |                               |                 |
| Clasificación general |                     |                               |                 |
| Ciclista | Ciclista            | Equipo                        | Tiempo          |
| 1.º | Paul Magnier        | Soudal Quick-Step             | 3 h 55 min 03 s |
| 2.º | Alberto Dainese     | Tudor Pro Cycling Team        | + 0 s           |
| 3.º | Luke Lamperti       | Soudal Quick-Step             | + 0 s           |
| 4.º | Marijn van den Berg | EF Education-EasyPost         | + 0 s           |
| 5.º | Luca Colnaghi       | VF Group-Bardiani CSF-Faizanè | + 0 s           |
| 6.º | Davide Cimolai      | Movistar Team                 | + 0 s           |
| 7.º | Tim Torn Teutenberg | Lidl-Trek Future Racing       | + 0 s           |
| 8.º | Stefano Oldani      | Cofidis                       | + 0 s           |
| 9.º | David Martín Romero | Team Polti Kometa             | + 0 s           |
| 10.º | Alexander Kristoff  | Uno-X Mobility                | + 0 s           |

## Ciclistas participantes y posiciones finales
Convenciones:
- AB-N: Abandono en la etapa "N"
- FLT-N: Retiro por llegada fuera del límite de tiempo en la etapa "N"
- NTS-N: No tomó la salida para la etapa "N"
- DES-N: Descalificado o expulsado en la etapa "N"

## UCI World Ranking
El Trofeo Las Salinas-Felanich otorgó puntos para el UCI World Ranking para corredores de los equipos en las categorías UCI WorldTeam, UCI ProTeam y Continental. Las siguientes tablas son el baremo de puntuación y los diez corredores que obtuvieron más puntos:
| Posición   | 1.º | 2.º | 3.º | 4.º | 5.º | 6.º | 7.º | 8.º | 9.º | 10.º | 11.º | 12.º | 13.º-15.º | 16.º-25.º |
| Puntuación | 125 | 85  | 70  | 60  | 50  | 40  | 35  | 30  | 25  | 20   | 15   | 10   | 5         | 3         |

| Clasificación |                     |                               |        |
| Posición      | Ciclista            | Equipo                        | Puntos |
| ------------- | ------------------- | ----------------------------- | ------ |
| 1.º           | Paul Magnier        | Soudal Quick-Step             | 125    |
| 2.º           | Alberto Dainese     | Tudor                         | 85     |
| 3.º           | Luke Lamperti       | Soudal Quick-Step             | 70     |
| 4.º           | Marijn van den Berg | EF Education-EasyPost         | 60     |
| 5.º           | Luca Colnaghi       | VF Group Bardiani-CSF Faizanè | 50     |
| 6.º           | Davide Cimolai      | Movistar                      | 40     |
| 7.º           | Tim Torn Teutenberg | Lidl-Trek Future Racing       | 35     |
| 8.º           | Stefano Oldani      | Cofidis                       | 30     |
| 9.º           | David Martín        | Polti Kometa                  | 25     |
| 10.º          | Alexander Kristoff  | Uno-X Mobility                | 20     |